# Герш Лаутерпахт
Сер Герш Ла́утерпахт (нім. Hersch Lauterpacht; 16 серпня 1897, Жовква — 8 травня 1960, Лондон) — австрійський, а згодом англійський юрист єврейського походження, спеціаліст з міжнародного права.

## Життєпис
У 1915—1919 роках навчався на юридичному факультеті Львівського університету Яна Казимира.
У 1938—1955 роках був професором Кембриджського університету, у 1952—1954 роках — член Комісії міжнародного права ООН, у 1955—1960 роках — суддя Міжнародного суду в Гаазі. Читав лекції в Гаазькій академії міжнародного права.
У 1944–1955 роках — редактор Британського щорічника міжнародного права.
У 1946—1947 роках був членом Британської комісії у справах військових злочинців і зробив значний внесок у розробку законодавства в галузі військових злочинів та у формулювання статуту Нюрнберзького міжнародного суду над головними нацистськими військовими злочинцями.
Основною ідеєю його творчості було перетворення норм міжнародного права в основу тодішніх відносин між країнами. Лаутерпахт був одним з авторів концепції прав людини як норми міжнародного права. Він був ініціатором внесення до Статуту ООН пункту про дотримання прав людини як однієї з цілей цієї організації. 1956 року отримав титул лицаря.
В працях «Джерела міжнародного приватного права» (1927) та «Функції права у міжнародному співтоваристві» (1933) він вперше висунув тезу про недопустимість протиставляння “інтересів” “правам” у відносинах між державами. Провідна ідея Лаутерпахта — перетворення норм міжнародного права в основу відносин між країнами і дотримання державами тих принципів і моралі, котрі обов'язкові і для окремих особистостей. У праці «Визнання у міжнародному праві» (1947) він, зокрема, стверджував, що визнання одної держави іншою повинне бути правовим, а не політичним актом.
Вчений є одним з авторів концепції прав людини як норми міжнародного права — «Міжнародний біль прав людини» (1945), «Міжнародне право і права людини» (1950), «Розвиток міжнародного права Міжнародним судом ООН» (1958).

## Вшанування
11 листопада 2017 року, у межах програми «Права, правосуддя і пам’яті міста» відбулося відкриття пам'ятної таблиці для увічнення пам'яті Гершу Лаутерпахту, встановлену на фасаді будинку, що на вул. Театральній, 6 у Львові, де мешкав відомий юрист-міжнародник.